# Hypolycaena antifaunus
Hypolycaena antifaunus är en fjärilsart som beskrevs av John Obadiah Westwood 1851. Hypolycaena antifaunus ingår i släktet Hypolycaena och familjen juvelvingar. Inga underarter finns listade i Catalogue of Life.

## Bildgalleri

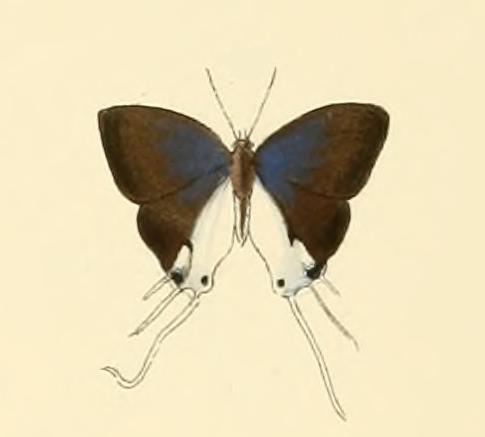
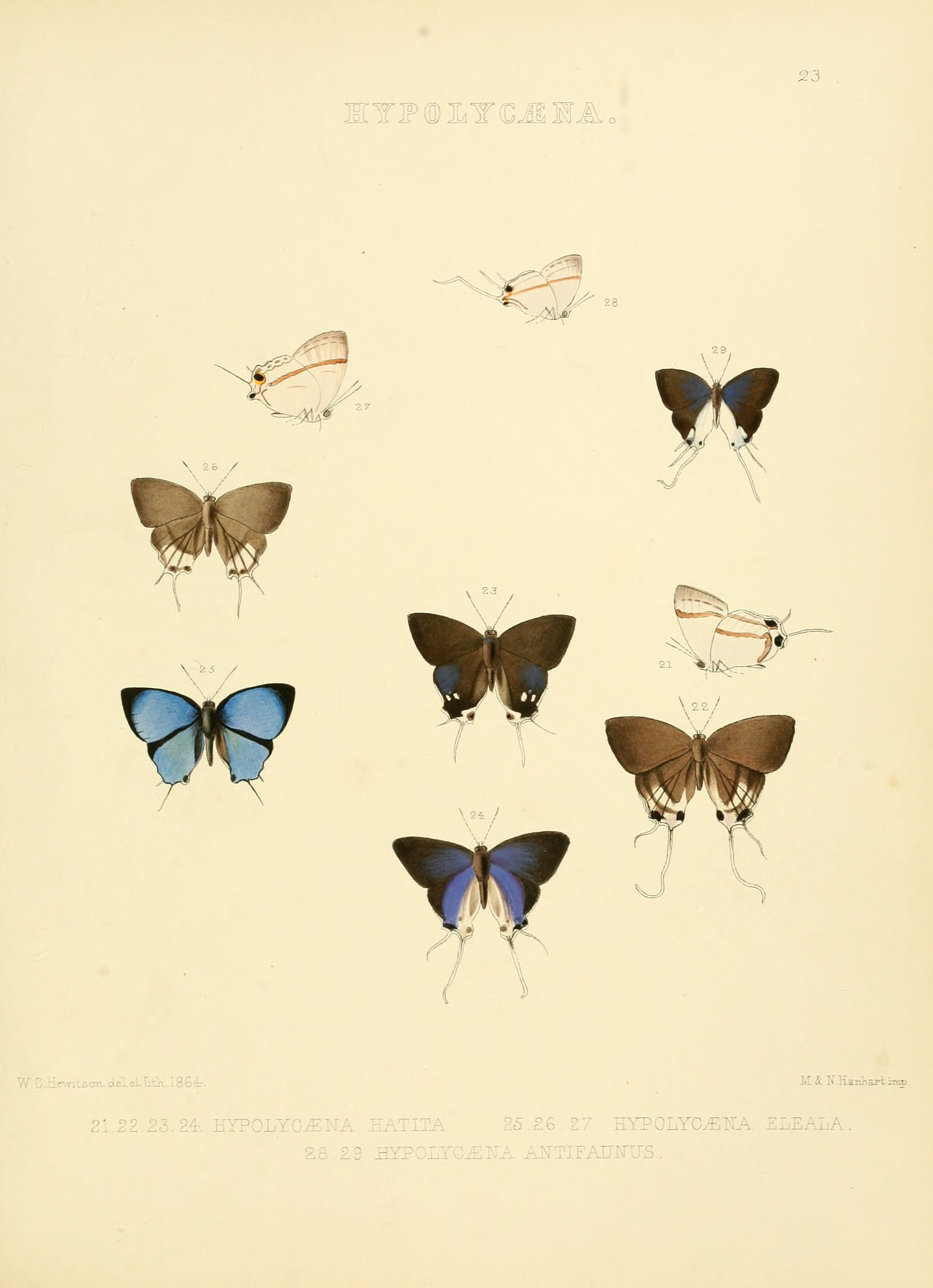